# HMS Jasper (1855)
«Джаспер» — британская деревянная паровая канонерская лодка типа Dapper (т. е. «Щеголь»), 24 июля (12 июля по старому стилю) 1855 года севшая на мель в Таганрогском заливе в районе Седово (бывший Таганрогский округ) и захваченная казаками.

## Технические характеристики
Имела длину около 32 м, ширину 6,7 м, осадку около 2 м и водоизмещение около 200 т. Мощность паровой машины составляла 60 лошадиных сил. Экипаж насчитывал около 20 человек. Вооружена была одним 68-фунтовым орудием, одной 32-фунтовой пушкой и двумя 24-фунтовыми гаубицами.

## История
В ходе Крымской войны 1853—1856 годов англо-французская эскадра в мае 1855 года вошла в Азовское море, стараясь лишить русскую армию в Крыму тыловых баз. 3 июня 1855 года эскадра обстреливала Таганрог. Англо-французская эскадра начала подготовку к захвату устья Дона и Ростова. Англичане промерили фарватер и установили вешки. Ночью казаки перенесли вешки и на следующий день при попытке войти в гирла английская канонерская лодка «Джаспер» села на мель на Кривой косе. Казаки захватили корабль, сняли с него пушки, а затем уничтожили. По версии англичан, канонерка села на мель во время бури. В августе англо-французская эскадра, прекратив безуспешные попытки, ушла из Азовского моря.

## Захваченные трофеи
24 июля 1855 года с поврежденной и подожженной канонерки, которая была оставлена командой, были сняты британский флаг, две 24-фунтовые пушки, боеприпасы, табличка с надписью «Джаспер», и сигнальная книга, которая содержала полный свод кодов, которые использовались англичанами и французами. Обе пушки были переданы в город Новочеркасск в Донской музей, где они были утрачены. Трофейный военно-морской флаг был передан на хранение в таганрогский Успенский собор.
Одна из пушек выставлена в экспозиции Таганрогского краеведческого музея.